# Australotitan cooperensis
Australotitan cooperensis es la única especie conocida del género extinto Australotitan (que significa "titán del sur")  que vivió a medidos del período Cretácico desde el Cenomaniense al Turoniense, hace aproximadamente entre 100 a 90 millones de años, en lo que ahora Australia. Sus restos fueron encontrados en el centro-sur de Queensland, Australia. Australotitan representa el dinosaurio más grande descubierto hasta la fecha en Australia. El género contiene una sola especie, Australotitan cooperensis, nombrada por haber sido hallada en las cercanías de Cooper Creek en la cuenca de Eromanga. Fue apodado "Bananabendersaurus" antes de su descripción en 2021.

## Descripción
El fémur del espécimen EMF164 tiene una longitud de 2146 milímetros. Esto indica que Australotitan es el dinosaurio más grande jamás encontrado en Australia. El tamaño de su cuerpo debe haberse acercado al de Futalognkosaurus y Dreadnoughtus, siendo claramente más pequeño que Patagotitan. Los autores que lo describieron se abstuvieron deliberadamente de proporcionar una estimación del peso, por la dificultad de obtener resultados fiables con saurópodos.

## Descubrimiento e investigación
Australotitan fue descubierto inicialmente en 2005 dentro de la formación Winton, en el sureste de Queensland, Australia, por Sandy Mackenzie, cerca de la ciudad de Eromanga, quien ya había recolectado otros huesos en la tierra de sus padres en 2004. El material fósil se preparó y excavó en conjunto con el Museo de Queensland y el Museo de Historia Natural de Eromanga entre noviembre de 2005 y abril de 2010. El holotipo, EMF102 (apodado "Cooper"), se describió en 2021, sobre la base de un esqueleto parcial que consta de una escápula izquierda parcial, húmero parcial izquierdo y derecho completo, cúbito derecho, pubis e isquion derecho e izquierdo, yfémures parciales derecho e izquierdo. Tres especímenes adicionales fueron referidos al género. Estos incluyen EMF164 (apodado "George"), que consiste en un fémur fragmentado, un cúbito fragmentado, fragmentos de vértebras presacrales y fragmentos de costillas, EMF105, que consiste en un fémur completo y EMF165, que consiste en un húmero distal.
Se descubrió que varios de los fósiles de EMF102 habían sido pisoteados y comprimidos por un organismo durante el tiempo de deposición. Este fue el resultado de varios saurópodos más pequeños que caminaron en una sola línea. El rastro tiene una longitud total de aproximadamente 100 metros.

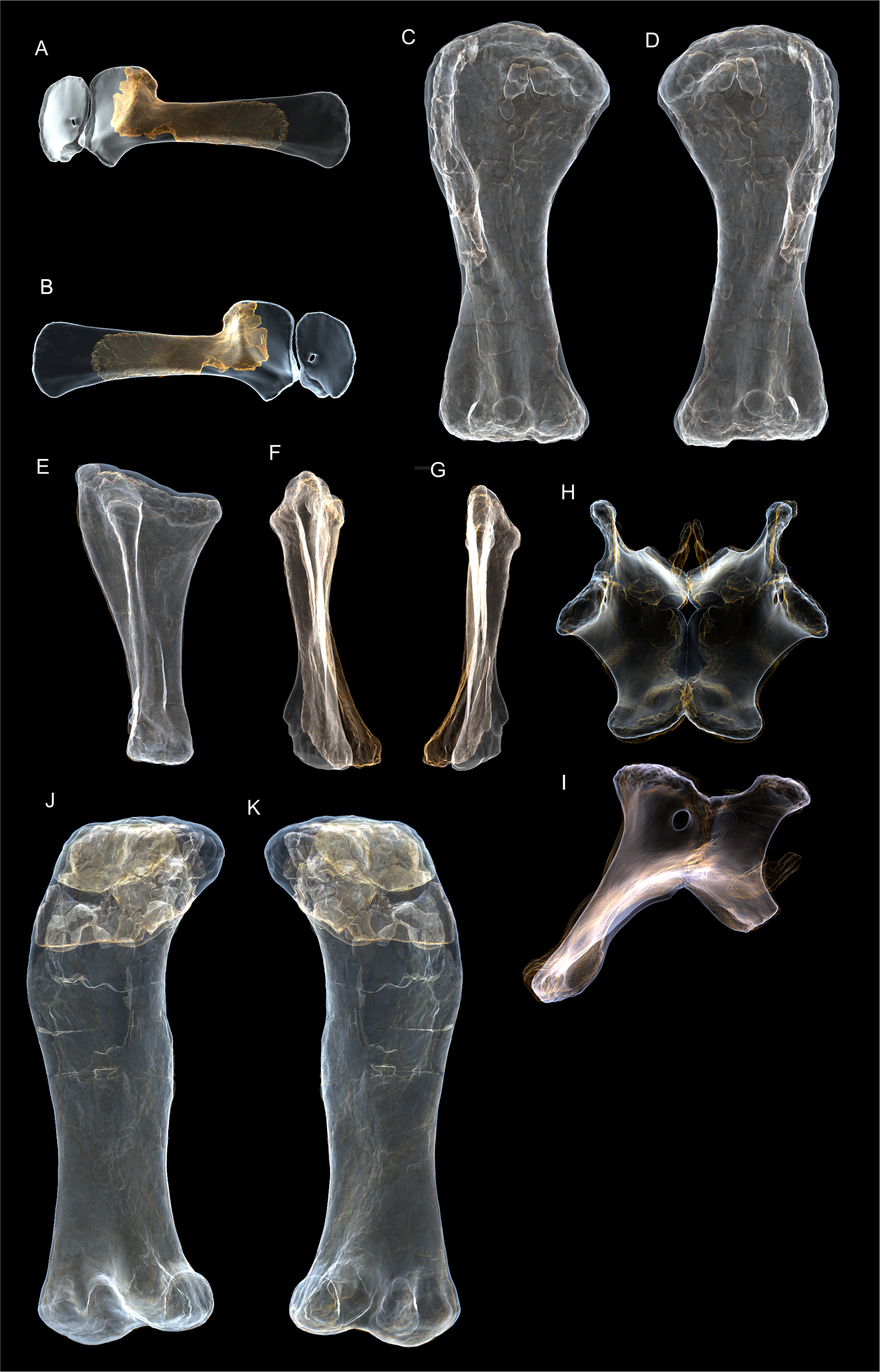
Restauraciones 3D de material del holotipo de Australotitan

La especie tipo Australotitan cooperensis fue nombrada y descrita por Scott A. Hocknull, Melville Wilkinson, Rochelle A. Lawrence, Vladislav Konstantinov, Stuart Mackenzie y Robyn Mackenzie del Museo de Queensland y el Museo de Historia Natural de Eromanga en 2021. El nombre genérico combina la palabra griega "australo~", que significa sur, con "titán", que hace referencia a los dioses titanes mitológicos griegos y al tamaño gigantesco del dinosaurio. El nombre específico cooperensis se refiere al sistema Cooper Creek cerca de la ubicación inicial del holotipo y al apodo que se le dio al holotipo cuando se descubrió originalmente.

## Clasificación
En un análisis filogenético realizado por Hocknull et al., Australotitan fue catalogado como un titanosaurio. En once de los catorce análisis, se colocó en un clado con el titanosaurio contemporáneo Diamantinasaurus, que, según el conjunto de datos, también incluía otros saurópodos de la formación Winton, Wintonotitan y Savannasaurus, y en ocasiones también Sarmientosaurus, Baotianmansaurus, Dongyangosaurus, Erketu y Pitekunsaurus. Esto lo ubica en el clado Diamantinasauria sensu Poropat et al. (2021).